# Jussi Aalto
 (juin 2011).
Si vous disposez d'ouvrages ou d'articles de référence ou si vous connaissez des sites web de qualité traitant du thème abordé ici, merci de compléter l'article en donnant les références utiles à sa vérifiabilité et en les liant à la section « Notes et références ».
Pour les articles homonymes, voir Aalto.
Jussi Aalto est un photographe finlandais (né le 21 septembre 1945 à Helsinki). Il a exposé une vingtaine de fois dans son pays natal et trois fois à l'étranger. Il est l'auteur de sept ouvrages et son talent a été récompensé d'un prix national par deux fois par la Finlande (en 1978 et 1985) qui en a fait un artiste pensionné à vie en 2007.

## Biographie
Il réalise ses premières photographies en 1958 avant de se lancer de manière plus sérieuse en 1962, mais toujours en amateur. En 1966, il devient photographe de presse et dans la publicité pour Laatukuva avant de rejoindre en 1969 le magazine de photographie finlandais Kameralehti comme rédacteur assistant.
Il devient photographe indépendant l'année suivante, activité qu'il exerce pendant 12 ans avant d'enseigner la photographie à l'École Supérieure des Arts et du Design d'Helsinki jusqu'en 1995. Parallèlement à son activité d'enseignement, Jussi Aalto est rédacteur de la revue culturelle Näköpiiri (1977-1982) et travaille ensuite dans son propre studio Atelier Arkadia (1982-1996).
Depuis 1997, il est photographe indépendant.